# Phasia metallica
Phasia metallica är en tvåvingeart som först beskrevs av Aldrich 1934.  Phasia metallica ingår i släktet Phasia och familjen parasitflugor. Inga underarter finns listade i Catalogue of Life.